# Uwe Schloen

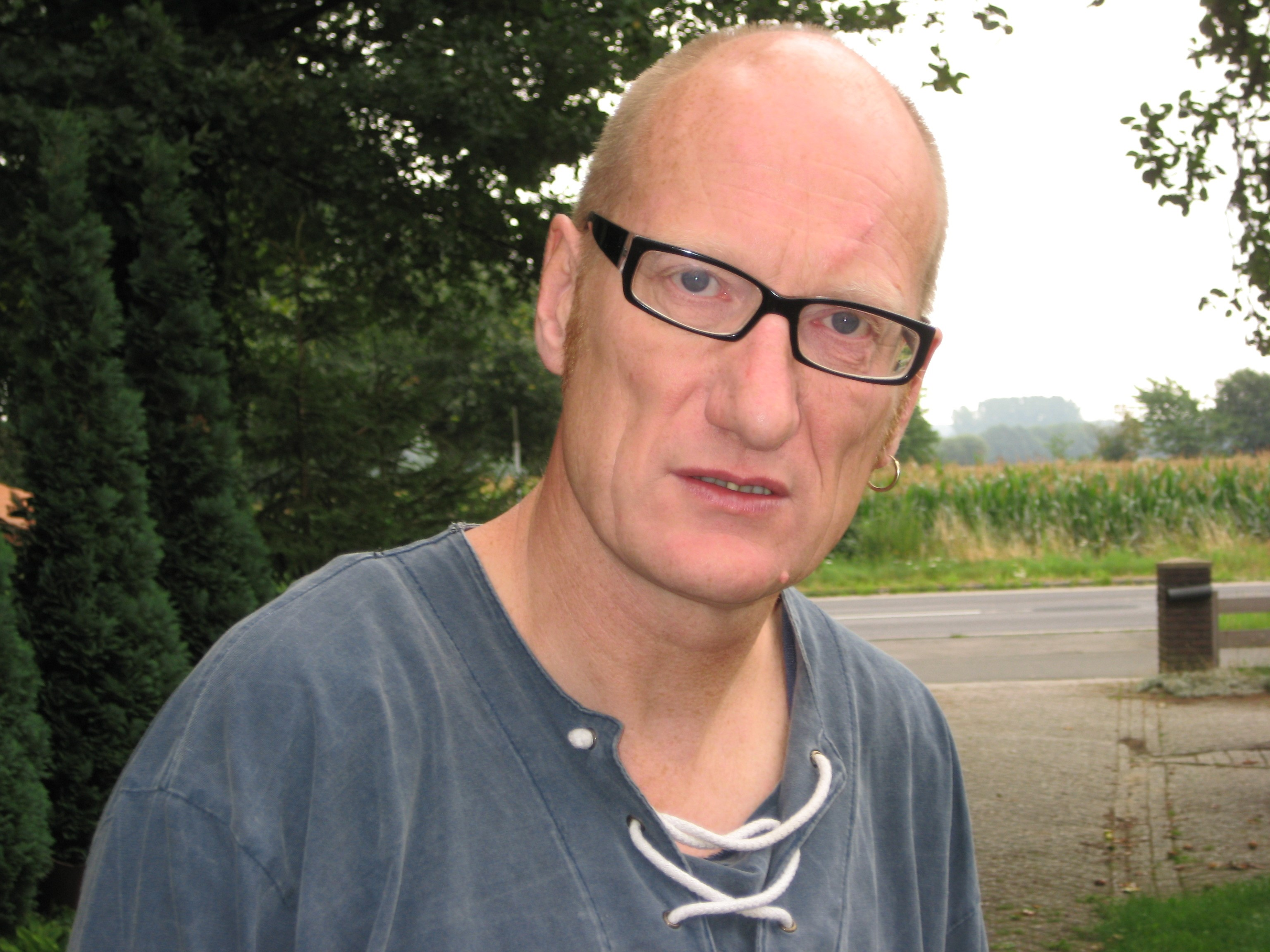
Uwe Schloen

Uwe Schloen (* 22. Juli 1958 in Kuhstedt, Niedersachsen; † 14. Februar 2024 in Bremen) war ein deutscher Bildhauer, Grafiker, Maler und Autor.

## Leben
Schloen besuchte das Gymnasium in Bremervörde, die Fachoberschule für Gestaltung in Bremen und nahm anschließend ein Studium an der Kunstschule Winterstraße in Hamburg auf. Seit 1987 arbeitete er als freischaffender Künstler mit Ateliers zunächst in Wangersen bei Stade, später in Hohendorf (Vorpommern). 2012 zog er nach Bremen. Seit 2015 war Schloen regelmäßiger Gastdozent am Tartu Art College in Estland.
Schloen verbrachte die ersten Jahre in seinem Heimatdorf Kuhstedt, wo seine Großeltern in einem weitläufigen Gebäude eine Gastwirtschaft und einen Gemischtwarenladen betrieben. Diese Erfahrung verarbeitete er vielfach in seinem Werk.
Nach seiner Ausbildung, deren Grundlagen er autodidaktisch erweiterte, prägte ihn 1988/89 ein Stipendium in Civitella d’Agliano, wo er später mehrmals längere Arbeitsaufenthalte einlegte. Arbeiten entstanden in Civitella d’Agliano (VT), Italien. Progetto Turistico Civitella d’ Agliano u. a. Auf Reisen vor allem nach Italien, Polen, Dänemark, ins Baltikum oder in die Ukraine erweiterte er seine künstlerischen Perspektiven und Themen.

## Werk

Kunstinstallation aus Holz und Blei im Hotel Raketa im Schloss Kummerow, Kummerow 2019

Uwe Schloen hat ein umfangreiches und vielschichtiges Werk geschaffen, das sich in deutschen und europäischen Sammlungen, Museen sowie im öffentlichen Raum findet.
Am Anfang seines Schaffens standen expressionistisch inspirierte Holzschnitte, großformatige Bilder sowie Figuren- und Figurengruppen aus Holz im Mittelpunkt. Später fand Schloen zu einer ganz eigenen Bild- und Formensprache. Skulpturen entwickelten sich zu seiner wichtigsten Ausdrucksform. Er schuf Holzfiguren, deren Bleiummantelung oder Silikonbeschichtung ihnen markanten Charakter verliehen. In gesteigerter Form entstanden großformatige begehbare Kunstwerke.
Neben der Arbeit als bildender Künstler hat Schloen sich auch als Autor betätigt. Viele seiner in der Regel kurzen Texte wurden im Huck-Finn-Verlag publiziert, den Schloen selbst gründete und in dem außerdem Kataloge, Grafikmappen, druckgrafischen Bücher und seit 1989 seine Kunstzeitschrift „Honka“ erschienen. Schloen engagierte sich mit Kunstprojekten politisch gegen Rechtsradikalismus.
Die Arbeiten kommen oft düster und abweisend daher, zeigen jedoch bei genauerem Hinsehen ihre Vielschichtigkeit und oft eine feine Ironie: Till Richter vom Till-Richter-Museum in Buggenhage urteilte über Uwe Schloens Skulpturen: „Seine Plastiken sind … roh und spontan (…). Man sieht ihnen das Spielerische und Experimentelle an, auch in der Art und Weise, wie sie installiert sind und mit der Umgebung und dem Betrachter interagieren. Sie sind absichtlich nicht perfekt, aber nie unvollendet und deshalb immer wieder überraschend – eben so, wie das Leben selbst.“.
Schloen arbeite mit nachvollziehbaren Erzählungen. „Sie handeln vom Hier und Jetzt und nie vom Dort und Damals. Seine Bildhauerei entstammt der Tradition des brennenden Menschen, also der Darstellung des Körpers als Träger von Inhalten, und diese Form hat er Schritt für Schritt von jeglichem Pathos entleert. Es bleibt eine einfache Form, die nicht mehr an den für irgendetwas lebenden, sondern an den sinnlosen Menschen erinnert. (…) Daraus hat der Künstler eine Bildsprache entwickelt, die bei aller Komik zutiefst traurig ist.“.
Ein wesentlicher Teil seines bildhauerischen Werkes ist im „Hotel Raketa“ in einem Nebengebäude des Schlosses Kummerow in Mecklenburg-Vorpommern in einer Dauerausstellung zu sehen. Dort erschließt sich Schloens leitender Gedanke eines von unterschiedlichen Geschöpfen Raum für Raum bevölkerten Ortes in besonderer Weise.
Zu seinen markantesten Arbeiten gehört, im Giardino di Daniel Spoerri in Seggiano, eine fiktive Buslinie durch Europa von Luxemburg nach Estland mit skulpturalen Haltestellen in mehreren europäischen Ländern, außerdem die Figurengruppe vor dem Deutschen Theater in Göttingen.

## Stipendien
- 1988/89 Förderstipendium Civitella d' Agliano
- 1992 Stipendium Künstlerbahnhof Ebernburg[12]
- 1995 Stipendium Torre San Marco (Region Marken), Italien
- 1999 Stipendiat der Fondazione Il Giardino di Daniel Spoerri, Seggiano, Italien
- 2003 Stipendium Cranach-Stiftung, Wittenberg
- 2010 Arbeitsstipendium Kulturbüro Tartu, Estland
- 2015 Turmstipendium Geldern (abgesagt)

## Auszeichnungen
- 1989 Förderpreis für Bildende Kunst der Stadt Buxtehude[13]
- 1991 Kunstpreis der Stadt Bremervörde
- 1993 Preis der Philip-Morris-Stiftung, Salon de Printemps, Luxembourg
- 1994 Preis der Jury, Preis des Kultusministeriums Salon de Printemps, Luxembourg
- 2000 Preis der Jury, Salon de Printemps Luxembourg :
- 2001 Atelierhaus Mengerzeile, Berlin

„Fuchsbau“: Installation aus Holz und Blei

## Einzelausstellungen (Auswahl)
- 1987: Floßaffencircus, Hamburg
- 1989: Flußfloß, Hamburg
- 1990: Beilzeit, Hamburg
- 1991: Galerie Querformat Berlin[14]
- 1992: Schloss Agathenburg, Stade
- 1993: Künstler gegen Ausländerhass, in sechs Städten Norddeutschlands
- 1994: Lichtwerk Hamburg
- 1996: Galerie Apex, Göttingen
- 1997: Fredrikshavn Kunstmuseum, Dänemark
- 1998: Gerhard-Marcks-Haus, Bremen
- 1999: Kunstverein und Kunstmuseum Gelsenkirchen[15]
- 2001: Installation Stazione, Schloss Agathenburg
- 2002: Galerie B/C 2, Luxemburg[16]
- 2002: Projekt: Räume, Cinque Terre / Civitella d’Agliano / Matera, Italien[17]
- 2003: Die Neopathetiker, Museum Baden, Solingen
- 2004: Kunsthalle Osnabrück – Das legendäre Silikonzimmer[18]
- 2004: Galerie Apex – Silikonflowers
- 2005: Y-Galerie, Tartu (Estland) 2. Neopathetische Osterweiterung
- 2006: Literaturhaus Wien (mit Christian Futscher)[19]
- 2006: Fluid-Artcanal-International, Biel[20]
- 2007: Galerie Noack, Mönchengladbach[21]
- 2008: Kunstort Garten,[22] Alte Lederfabrik, Halle/Westfalen
- 2009: Kunsthaus Tartu und Schloss Pöltsamaa, Estland
- 2010: Kunstverein Usedom
- 2011: Aufbahrungsraum, Centre Pasquart, Biel, Schweiz
- 2012: Chapelle Gallery, Centrum für Skulptur, Oronsko , Polen
- 2013: Frederikshavn Kunstmuseum, Dänemark
- 2014: Armee der Anderen, St. Jacobi[23][24]
- 2014: Städtische Galerie, Bremen[25]
- 2015: Künstlerhof Roofensee, Menz
- 2016: Nürnberg-Haus, Krakau, Polen (mit Sebastian Wywiorski)
- 2017: Ein Grab für Goethes Werther, Ammersbek.[26]
- 2017: Die Vielfalt des Bleiernen, Galerie am Stall[27]
- 2017: Geh 20 – Alles im Eimer, 200 Eimer, 200 Staaten., Aktion in Hamburg[28]
- 2017: Noorus Galerie, Tartu, Estland[29]
- 2018: Local Int. Galerie, Biel, Schweiz
- 2018: Zwinger, Stadthaus, Kunstinsel u. Malerschule, Buxtehude[30][31]
- 2019: Kunst – Staat - Ich, Kunsthaus am Schüberg[32]
- 2019: Galerie Waarkunst, Niederlande
- 2020: Museum für zeitgenössische Kunst, Tallinn, Estland (mit Jevgeni Zolotko)
- 2021: HIER NICHT, Kunstaktion gegen Rechts in Eschede[33]
- 2023: The Thing about Conciousness, Schloss Sielecki, Sosnowice (mit Sebastian Wywiorski)
- 2024: Turn Around, Syker Vorwerk – Zentrum für zeitgenössische Kunst, Syke (mit Petra Fiebig)[34]

## Werke in öffentlichem Besitz und in Sammlungen
- Gerhard-Marcks-Haus, Bremen
- Museum für zeitgenössische Kunst, Luxembourg
- Sammlung Kunert, Schloss Kummerow
- Museum für Kunst und Geschichte, Luxembourg
- Sammlung des Landes Rheinland-Pfalz
- Sammlung Landkreis Stade
- Artothek Buxtehude und Stadt Buxtehude
- Artothek Nürnberg Sammlung Foundation Oppenheim
- Skulpturengruppe vor dem Deutschen Theater, Göttingen
- Bunkerdorf im Giardino di Daniel Spoerri, Seggiano, Italien
- Skulpturenpark La Serpara, Civitella d’Agliano, Italien
- Museum Györ, Ungarn
- House of Humor and Satire, Gabrovo, Bulgarien
- Exlibris Sammlung, Frederikshavn Kunstmuseum, Dänemark
- Österreichische Nationalbibliothek, Wien
- Sammlung Hartmann, Felder Archiv, Bregenz, Österreich
- Skulpturenpark Katzow, Vorpommern Centrum polnische Skulptur, Oronsko, Polen
- Bucerius-Bibliothek, Museum für Kunst und Gewerbe, Hamburg
- Sammlung Volkholz, Erkelenz
- FZB Schneverdingen
- Skulpturengarten, Kunsthaus am Schüberg, Ammersbek Sammlung Thomsen, Skagen, Dänemark
- Till Richter Museum, Buggenhagen Skulpturenweg Syke
- Ars natura Skulpturenweg, Ludwigsau

## Publikationen (Auswahl)
- Uwe Schloen: Hauptsache Dahinten, Huck-Finn-Verlag, Bremen 2023
- Uwe Schloen: Kneipentour, Huck-Finn-Verlag, Bremen 2019
- Uwe Schloen: Der Holzfäller, Huck-Finn-Verlag, Wangersen 2010
- Uwe Schloen und Christian Futscher: Die Möpse bellen aus der warmen Hütte oder von Radviliskis nach Siauliai; Edition Das fröhliche Wohnzimmer, Wien o. J.
- Uwe Schloen: Reisetagebücher 1993–2000. Huck-Finn-Verlag, Wangersen 2001

## Kataloge (Auswahl)
- Aleksandra Pristin: Kunst im Garten: Fremde Früchte, Uwe Schloen und Volker März, Katalog. Barsinghausen 2023
- Uwe Schloen, Sebastian Wywiorski: The Thing about Consciousness, Katalog zur Ausstellung im Sosnowieckie Centrum Sztuki – Zamek Sielecki, Galeria Extravagance, Sosnowiece, Polen, 2023
- Uwe Schloen, Neublei 2016–2020, Bremen 2020
- Marco Trulli (Hg.): La Serpara, Dialoge zwischen Kunst und Natur; Viaindustriae Publishing, Folignio (PG), Italien 2017
- BBK-Bremen (Hg.): Im Rausch – Vergärungsprozesse in Kunst und Bier, Jahresausstellung 2015 des Bremer Verbandes Bildender Künstlerinnen und Künstler in Kooperation mit der Städtischen Galerie Bremen, Katalog zur Jubiläumsausstellung 30 Jahre Städtische Galerie, Bremen 2015, S. 64f.
- Uwe Schloen: OK.GO, eine imaginäre Buslinie von Luxembourg nach Estland, Bremen 2013
- Uwe Schloen (Hg.): Gunnar F. Gerlach, Aufatmen, die Verzweiflungen wechseln. 12 Künstler in der Anstalt, Huck-Finn-Verlag, Hamburg u. a. 2005
- Uwe Schloen: Ereignis Skulpturen; Arbeiten von Uwe Schloen 1985–1992, o. O. 1993
- Galerie Apex u. Stadtmuseum Oldenburg (Hg.): Bunkerdorf Uwe Schloen, Galerie Apex, Göttingen 4.7. – 26.8. 1997, Stadtmuseum Oldenburg, 12.9. – 31.10.1997; Oldenburg 1998
- Gerhard-Marcks-Haus u. a. (Hg.): Pasolini Bunker, Bleiarbeiten von Uwe Schloen; Huck-Finn-Verlag; Wangersen 1998
- Uwe Schloen: Gehauene Bilder, Uwe Schloen 1993–1996; gefördert durch Frederikshavn Kunstmuseum, o. O. Huck-Finn-Verlag 1997
- Weitere Kataloge[35]